# Дмитренко, Алексей Максимович
Алексей Максимович Дмитренко (укр. Олексій Максимович Дмитренко; 1940—2009) — советский и украинский поэт, автор очерков, искусствовед, прозаик, публицист.

## Биография
Родился 30 марта 1940 года в селе Решетиловка (ныне Полтавская область, Украина). Среднюю школу окончил с серебряной медалью. Работал на строительстве дорог, рабочим местной обувной фабрики. Поступил на факультет журналистики КГУ имени Т. Г. Шевченко, который окончил в 1966 году. Студентом пятого курса, после творческой практики получил должность заведующего публицистики и очерка в газете «Літературна Україна» (рус. «Литературная Украина»). Позже возглавлял редакцию «Романи і повісті» издательства художественной литературы «Дніпро» (рус. «Днепр»), занимал должность главного редактора военного издательства «Вісті», работал в англоязычном журнале «Юкрейн», газете «Демократична Україна».
Умер 8 ноября 2009 года. Похоронен в Киеве на Северном кладбище.

## Литературное творчество
Начало его самобытного литературного творчества приходится на студенческие годы.
Алексей Дмитренко — автор стихов, очерков, эссе, рассказов, повестей, романов и более двух десятков оригинальных книг. Он стал создателем особого украинского литературного жанра — художественной документалистики, в основе которой достоверные жизненные факты, подтвержденные документами.
Тематика произведений Алексея Дмитренко — разнообразна, это экологические и национально-культурные проблемы современности, военная тематика (Великая Отечественная и афганская войны) и многое другое.
Автор книг:
- «Бо ти на землі — людина»
- «Весло»
- «Листок подорожника»
- «Без цього — не жити…»
- «Пам’ять Долини смерті»
- «Огонь твой будет всегда» (в соавт.)
- «Чистые плесы»
- «Увіходимо в полум’я…»
- «Аист»
- «Політ без приземлення»
- «Александр Стовба»
- «Хвіст ящірки»
- роману-исследование «Долина смерті»
- повесть «Верховіть черещаного дуба» (в соавт.)
- повесть-эссе «Згадуй зрідка черкаську осінь…».
- повесть-эссе <<Де береться Дніпро>>

очерков:
- «Дума о чистом плесе»
- «Карпатский лес»
- «Решетиловка»
- «Опошня» и др.

## Фильмография
Автор сценариев документальных фильмов:
- «Василь Симоненко» (1970)
- «АИСТ» (1985)

## Награды и преми
- Государственная премия УССР имени Т. Г. Шевченко (1987) — за книгу «АИСТ»